# Casta diva (премия)
«Casta diva» — российская оперная премия. Учреждена в 1996 году. Является единственной специальной премией для лауреатов в области оперного искусства России. Аналог престижных премий оперных критиков в Италии и Германии[каких?].

## Учредители
Учредители: Гуманитарный университет (Екатеринбург) и его Центр музыкального театра, Гуманитарный и политологический центр «Стратегия» (Москва), издания: «Культура», «Экран и сцена», «Литературная газета», «Музыкальная академия», «Петербургский театральный журнал», «Мариинский театр», а также радио «Орфей».
Инициатор учреждения премии и председатель её жюри — президент фонда поддержки оперного искусства «CASTA DIVA», заслуженный деятель искусств России, профессор Михаил Львович Мугинштейн.

## Жюри
Юлия Бедерова, Екатерина Бирюкова, Михаил Мугинштейн (председатель), Пётр Поспелов, Нора Потапова, Елена Третьякова[когда?]

## Название премии и статуэтка
Премия названа по начальным словам молитвы Нормы «Casta diva» («Пречистая богиня») из «Нормы» Беллини. Воплощение премии — бронзовая позолоченная статуэтка, 36х15х5 см, которая символизирует собой оперу. Автор — скульптор Паата Мерабишвили.

## Характер премии
Премия носит профессиональный характер: в её жюри входят известные критики. В отличие от общетеатральной премии «Золотая маска», «Casta Diva» имеет преимущественно оперный профиль и учреждена к 400-летию оперы.
Премия зарекомендовала себя на высоком уровне: в России (концерт лауреатов премии — мировых звезд в декабре 1999 в Муз. театре им. Станиславского и Немировича-Данченко освещали почти все каналы радио и телевидения России, передачи «Время», «Вести» и др., а также ряд ведущих газет) и в Европе (вручение премии Баварской опере в Мюнхене в 1998 и Зальцбургскому фестивалю в 1999 осветило более 10 СМИ Европы, включая ведущий оперный журнал мира «Опернвельт»). При вручении приза в номинации «Европейское событие» директор Баварской оперы г-н Герд Уэкер сказал, что руководство театра «ошеломлено таким новым культурным ходом России».

## Номинации и лауреаты
Премия до 2018 года имела четыре номинации: «Событие года», «Спектакль года», «Певец/певица года» (в обеих номинациях оцениваются премьеры прошедшего года), а также «Кавалер оперы» или «Дама оперы» (присуждается за благородное служение опере выдающимся деятелям, без временных рамок). В 2018 году появилась номинация «Взлёт», призванная следить за новыми талантами, покоряющими мировые оперные сцены, «Лучшая зарубежная певица», «Лучший мужской голос», и после долгого перерыва возобновилась номинация «Европейское событие».
Лауреатами премии в разные годы становились оперные звезды мировой величины (Ирина Архипова, Галина Вишневская, Елена Образцова, Павел Лисициан, Борис Покровский, Владимир Атлантов, Валерий Гергиев, Евгений Нестеренко, Анна Нетребко, Владимир Галузин, Ольга Бородина, Хибла Герзмава), а также оперные спектакли («Парсифаль», «Семён Котко», «Жизнь за царя», «Кольцо Нибелунга» (Мариинский театр), «Евгений Онегин» (Большой театр), «Пеллеас и Мелизанда», Московский музыкальный театр имени К. С. Станиславского и Вл. И. Немировича-Данченко, «Коронация Поппеи» Баварской оперы, Мюнхен, «Катя Кабанова» Зальцбургского фестиваля и др.
Премия присуждается за выдающиеся достижения в области оперного искусства по итогам календарного года (пропуск года связан с отсутствием таких достижений) и имеет лауреатов в следующих номинациях:
Событие года
1996, «Богема», Московский музыкальный театр имени К. С. Станиславского и Вл. И. Немировича-Данченко

1997, «Парсифаль», Мариинский театр

1999, «Семён Котко» Мариинский театр

2000, «Риголетто» Новой оперы (музыкальное решение)

2001, «Сказание о невидимом граде Китеже и деве Февронии», Мариинский театр

2004, «Жизнь за царя», Мариинский театр

2005, «Тристан и Изольда», Мариинский театр

2006, «Евгений Онегин», Большой театр России

2007, «Пеллеас и Мелизанда», Московский музыкальный театр имени К. С. Станиславского и Вл. И. Немировича-Данченко

2008, «Макбет» Верди, Новосибирский театр оперы и балета/Парижская национальная опера

2009, «Воццек», Большой театр России

2012, «Кавалер розы», Большой театр России

2013, «Королева индейцев» Пёрселла, Пермский театр оперы и балета имени П. И. Чайковского (копродукция с Teatro Real, Мадрид и Английской национальной оперой, Лондон)

2014, «Сатьяграха» Гласса, Екатеринбургский театр оперы и балета

2015, «Роделинда» Генделя, Большой театр России (копродукция с Английской национальной оперой, Лондон)

2016, «Травиата» Верди, Пермский театр оперы и балета имени П. И. Чайковского (копродукция с Unlimited Performing Arts, Дания, Landestheater, Линц, Австрия и Théâtres de la Ville de Luxembourg)

2017, Хор musicAeterna (художественный руководитель Теодор Курентзис, главный хормейстер Виталий Полонский) в спектаклях Пермского театра оперы и балета и Зальцбургского фестиваля

2018, «Жанна Д’Арк на костре» Артюра Онеггера (режиссёр Ромео Кастеллуччи, дирижёр Теодор Курентзис) Пермского театра оперы и балета.
Спектакль года
2017, «Альцина» Генделя. Большой театр России (копродукция с фестивалем в Экс-ан-Провансе)

2018, «Путешествие в Реймс» Россини. Большой театр России
Мировая премьера
2017, «Проза» Владимира Раннева. Электротеатр Станиславский, Москва
Певец/певица года
1996, Ольга Гурякова (Мими в «Богеме» Музыкального театра им. Станиславского и Немировича-Данченко)

1997, Николай Путилин (Голландец в «Летучем голландце» Мариинского театра)

1998, Анна Нетребко (Сюзанна в «Свадьбе Фигаро» Мариинского театра)

1999, Владимир Галузин (Герман в «Пиковой даме» Мариинского театра)

2000, Лариса Дядькова (Фрика в «Золоте Рейна» Мариинского театра)

2002, Ольга Бородина (Марфа в «Хованщине» Мариинского театра)

2004, Геннадий Беззубенков (Иван Сусанин в «Жизни за царя» Мариинского театра)

2005, Татьяна Печникова (Норма в Новой Опере, Москва)

2006, Татьяна Моногарова (Татьяна в «Евгении Онегине» Большого театра)

2007, Лариса Гоголевская (Костельничка в «Енуфе» Мариинского театра)

2008, Кристина Капустинская (цыганка Груша, рассказчица «Очарованный странник» Родиона Щедрина, Грушенька «Братья Карамазовы» Александра Смелкова, спектакли Мариинского театра)

2009, Хибла Герзмава (Лючия в спектакле Музыкального театра им. Станиславского и Немировича-Данченко)

2011, Альбина Шагимуратова (Людмила в «Руслане и Людмиле» Большого театра и Лючия в спектакле Театра оперы и балета Татарстана)

2015, Наталья Мурадымова (Медея в «Медее» Керубини Музыкального театра им. Станиславского и Немировича-Данченко)

2015, Дмитрий Ульянов (Князь Иван Хованский в «Хованщине» Мусоргского Музыкального театра им. Станиславского и Немировича-Данченко)

2016, Татьяна Сержан (Леди Макбет, «Макбет» Верди. Цюрихский оперный театр/Амелия, «Симон Бокканегра» Верди и Леонора, «Трубадур» Верди. Мариинский театр)

2016, Ильдар Абдразаков (Мефистофель, «Фауст» Гуно. Зальцбургский фестиваль/Филипп II, «Дон Карлос» Верди. Большой театр/Линдорф, Коппелиус, Дапертутто, Миракль, «Сказки Гофмана» Оффенбаха. Музыкальный театр им. Станиславского и Немировича-Данченко)

2017, Аида Гарифуллина (Снегурочка, «Снегурочка» Римского-Корсакова, Мюзетта,
«Богема» Пуччини, Опера Бастий, Париж)

2017, Владислав Сулимский (Симон Бокканегра, «Симон Бокканегра» и Ги де
Монфор, «Сицилийская вечерня» Верди, Альберих «Золото Рейна» Вагнера,
Мариинский театр)

2018, Елена Панкратова (Кундри, «Парсифаль» Вагнера, Байройтский фестиваль) 

2018, Игорь Головатенко (Елецкий, «Пиковая дама» Чайковского, Зальцбургский фестиваль)
Кавалер/дама оперы
1996 — Борис Александрович Покровский

1998 — Ирина Константиновна Архипова

2000 — Галина Павловна Вишневская, Павел Герасимович Лисициан

2001 — Евгений Евгеньевич Нестеренко

2002 — Елена Васильевна Образцова

2004 — Владимир Андреевич Атлантов

2008 — Сергей Петрович Лейферкус

2016 — Дмитрий Александрович Хворостовский

2017 — Валерий Абисалович Гергиев
Взлёт (с 2018 года)
2018, Богдан Волков (Берендей, «Снегурочка» Римского-Корсакова, Ленский «Евгений Онегин» Чайковского). 

2022, Айгуль Ахметшина, Полина («Пиковая дама», Фестшпильхаус, Баден-Баден), Розина («Севильский цирюльник» Россини, Парижская опера), Ольга («Евгений Онегин», Чайковского, Опера Сан-Франциско), Маддалены («Риголетто» Верди, Метрополитен-опера).
Европейское событие (1996—2000):
1997 — «Коронация Поппеи» Баварской оперы, Мюнхен 

1998 — «Катя Кабанова» Зальцбургского фестиваля 

C 2018 года: 

2018 — «Саломея» Зальцбургского фестиваля 

2022 - Ильдар Абдразаков, Борис («Борис Годунов» Мусоргского, Ла Скала, Милан), открытие сезона (Риккардо Шайи, Каспер Хольтен)
Лучшая зарубежная певица (c 2018 года)
2018 — Асмик Григорян (сопрано, Литва)
Лучший мужской голос (с 2018 года)
2018 — Андреас Шагер (тенор, Австрия)